# Knychówek
Knychówek – wieś w Polsce położona w województwie mazowieckim, w powiecie siedleckim, w gminie Korczew. 
Siedziba sołectwa, w skład którego wchodzi również Józefin.
W latach 1975–1998 miejscowość administracyjnie należała do województwa siedleckiego.

## Atrakcje turystyczne
- Kościół pw. św. Stanisława bpa, wybudowany w latach 1631–1646 z polecenia Krzysztofa Wiesiołowskiego, wykończony w 1668.
- Kapliczka, trójboczna, z figurami: Jezus u Słupa, Matka Boska i św. Jan Nepomucen
- Cmentarz